# Village d'Empire
Ne pas confondre avec les villes d'Empire

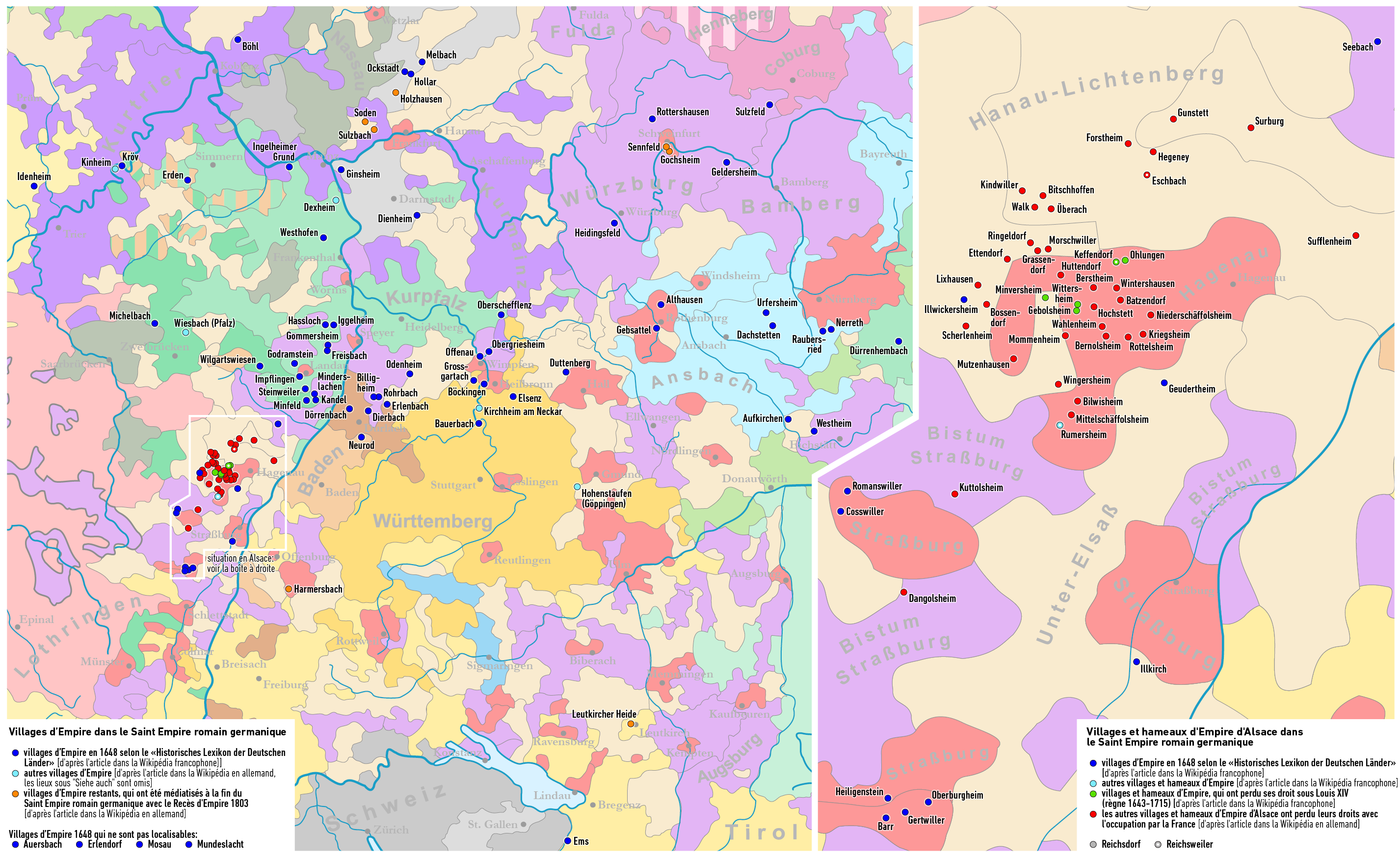
La distribution des villages d'Empire

Un village d'Empire (en allemand : Reichsdorf ; en latin : pagus Imperii) est un lieu du Saint-Empire romain germanique qui, compte tenu des privilèges qui lui ont été concédés ou reconnus, est considéré comme possédant l'immédiateté impériale mais qui, n'ayant pas le droit de siéger ni de voter à la diète d'Empire, n'est pas un État impérial.
Les villages d'Empire n'ont pu être dénombré avec certitude. Contrairement aux villes d'Empire, dont une première liste figure dans le registre des redevances de 1241, les villages d'Empire n'étaient pas répertoriés dans la matricule d'Empire et, n'ayant pas le droit de siéger ni de voter à la diète d'Empire, ne figurent pas dans ses comptes rendus. À cela s'ajoute la diversité des franchises obtenues. La liste des villages d'Empire dressée par Hugo en 1836 reste, en dépit de son ancienneté, la référence.
Dans sa nomenclature des composantes de l'Empire, Johann Stephan Pütter classe les villages d'Empire dans la catégorie des membres de l'Empire immédiats non états, avec les chevaliers d'Empire et les ganerbinats.
Les villages d'Empire sont reconnus en 1648 lors de la paix de Westphalie à côté des États et des chevaliers d'Empire.
Un hameau d'Empire (en allemand : Reichsweiler) est un lieu du Saint-Empire romain germanique bénéficiant de privilèges équivalents.
Les villages et hameaux d'Empire sont les derniers restes d'anciens bailliages dissous au XVe siècle. Peu nombreux, ils sont constitués de communes ou de petits territoires situés sur d'anciennes terres de la couronne. Leurs habitants ne sont sujets à aucun servage et ne doivent aucun corvée ; uniquement subordonnés à l'Empereur, ils s'administrent eux-mêmes et possèdent la haute juridiction.
Au XIVe siècle, il existe une centaine de villages ou hameaux d'Empires, dont le nombre décline par la suite par gages, donation ou soumission.

## Villages et hameaux d'Empire d'Alsace
En 1648, l'Alsace compte une quarantaine de villages et hameaux d'Empire relevant du grand-bailliage (en allemand : Landvogtei) d'Haguenau, créé pour la défense des dix villes d'Empire de la Décapole (Zehnstädtebund) et administré par un grand-bailli (Landvogt), vicaire de l'Empereur.
En 1648, l'Alsace compte trente-sept villages d'Empire : Batzendorf, Bernolsheim, Berstheim, Bilwisheim, Bitschhoffen, Bossendorf, Dangolsheim, Eschbach, Ettendorf, Forstheim, Grassendorf, Gunstett, Hegeney, Hochstett, Huttendorf, Kindwiller, Kriegsheim, Kuttolsheim, Lixhausen, Minversheim, Mittelschaeffolsheim, Mommenheim, Morschwiller, Mutzenhouse, Niederschaeffolsheim, Ohlungen, Ringeldorf, Rottelsheim, Scherlenheim, Soufflenheim, Surbourg, Uberach, Wahlenheim, La Walck, Wingersheim, Wintershouse et Wittersheim.
Elle compte aussi trois hameaux d'Empire : Gebolsheim (aujourd'hui partie de Wittersheim), Keffendorf (aujourd'hui partie d'Ohlungen) et Rumersheim (aujourd'hui partie de Berstett).
Sous le règne de Louis XIV, le nombre des villages et hameaux d'Empire est réduit à trente-sept. Minversheim est inféodé à la maison de Wangen. Wittersheim et Gebolsheim sont inféodés, le 22 décembre 1661, à Jean-Adolphe Krebs de Bach (Johann Adolph Krebs von Bach) par le duc de Mazarin, alors grand-bailli. Ohlungen et Keffendorf sont achetés par le stettmeister vorstatt de Haguenau.
Le Historisches Lexikon der Deutschen Länder recense dix villages d'Empire ne subsistant pas en 1648 : Barr, Cosswiller, Gertwiller, Geudertheim, Heiligenstein, Illkirch (aujourd'hui, partie d'Illkirch-Graffenstaden), Illwickersheim (aujourd'hui, Ostwald), Oberburgheim (aujourd'hui, partie de Bourgheim), Romanswiller et Seebach.

## Autres villages d'Empire
Le Historisches Lexikon der Deutschen Länder recense les villages d'Empire suivants : Althausen (aujourd'hui, partie de Bad Mergentheim), Auersbach, Aufkirchen (aujourd'hui, partie de Gerolfingen), Bauerbach (aujourd'hui, partie de Bretten), Billigheim (aujourd'hui, partie de Billigheim-Ingenheim), Böckingen (aujourd'hui, partie d'Heilbronn), Böhl (aujourd'hui, partie de Böhl-Iggelheim), Dachstetten (aujourd'hui, partie d'Oberdachstetten), Dienheim, Dierbach, Dörrenbach, Dürrenhembach (aujourd'hui, partie de Wendelstein), Duttenberg (aujourd'hui, partie de Bad Friedrichshall), Elsenz (aujourd'hui, partie d'Eppingen), Ems (aujourd'hui, Hohenems), Erden, Erlenbach (aujourd'hui, Erlenbach bei Kandel), Erlendorf, Freisbach, Gebsattel, Geldersheim, Ginsheim (aujourd'hui, partie de Ginsheim-Gustavsburg), Godramstein (aujourd'hui, partie de Landau in der Pfalz), Gommersheim, Grossgartach (aujourd'hui, partie de Leingarten), Hassloch, Heidingsfeld (aujourd'hui, partie de Wurtzbourg), Hohenstaufen (aujourd'hui quartier de Göppingen), Hollar (aujourd'hui, partie de Friedberg), Idenheim, Iggelheim (aujourd'hui, partie de Böhl-Iggelheim), Impflingen, Ingelheim (aujourd'hui, Ingelheim am Rhein), Kandel, Kröv, Melbach (aujourd'hui, partie de Wölfersheim), Michelbach (aujourd'hui, partie de Schmelz), Minderslachen (aujourd'hui, partie de Kandel), Minfeld, Mosau, Mundeslacht, Nerreth (aujourd'hui, partie de Wendelstein), Obergriesheim (aujourd'hui, partie de Gundelsheim), Neurod, Oberschefflenz (aujourd'hui, partie de Schefflenz), Ockstadt (aujourd'hui, partie de Friedberg), Odenheim (aujourd'hui, partie d'Östringen), Offenau, Raubersried (aujourd'hui, partie de Wendelstein), Rohrbach, Rottershausen (aujourd'hui, partie d'Oerlenbach), Steinweiler, Sulzfeld, Urfersheim (aujourd'hui, partie d'Illesheim), Westheim, Westhofen (aujourd'hui, partie de Schwerte) et Wilgartswiesen.

## Villages d'Empire subsistant en 1803
En 1803, quelques villages d'Empire subsistent :
- les landes de Leutkirch (Freien auf Leutkircher Heide) ;
- les villages de Sulzbach[62], Holzhausen[63] (aujourd'hui, partie de Friedrichsdorf) et Soden[64] (aujourd'hui, Bad Soden am Taunus), dans le Taunus ;
- les villages francs de Gochsheim[65] et Sennfeld[66] près de Schweinfurt ;
- la vallée d'Empire libre d'Harmersbach.

Ils sont médiatisés par le recès de la diète d'Empire :
- Sulzbach et Soden sont incorporés à la principauté de Nassau-Usingen ;
- Holzhausen est incorporé au landgraviat de Hesse-Darmstadt ;
- Gochsheim et Sennfeld sont incorporés à l'électorat de Bavière.